# Марков, Осип Андреевич
О́сип Андреевич Ма́рков (1849, Грушев, Дрогобычский район — 1909, Львов, Цислейтания) — галицко-русский журналист, главный редактор.
Родился в селе Грушево под Дрогобычем (Галиция, Австро-Венгрия) в 1849 году. Его родным братом был лидер галицко-русского движения Дмитрий Андреевич Марков. Закончил народное училище в родном селе, затем гимназию в Дрогобыче. С двадцати лет начал работать в типографии Фёдора и Михаила Белоусов в Коломые, затем переехал во Львов.
Занимался журналистикой, был главным редактором газет «Пролом» (1881—1882), «Новый пролом» (1883—1887), «Червоная Русь» (1891—1892), «Галичанин» (1893—1909). В 1882 году был арестован австро-венгерскими властями, организовавшими политический процесс с целью подавить русское движение в Галиции в целом, но оправдан судом присяжных. Написал об этом очерк «Большой русский политический процесс в 1882 году» (Русский календарь, Львов, 1908). Был сотрудником Ставропигийского института во Львове.
Умер в 1909 году, похоронен во Львове на Лычаковском кладбище.